# Zacazonapan
Zacazonapan es una localidad mexicana y cabecera municipal del Estado de México, relativamente cerca a la Ciudad de México, con una población de 8000 (2018). Su gentilicio es zacazonapense y todos los años se festeja la feria del queso, al igual que se lleva a cabo una exposición ganadera con corridas de toros del 24 de diciembre al 31 de diciembre. 
También se puede observar tres cerros que tienen el nombre de los tres reyes magos y el fraile que está junto a la peña colorada. El nombre de la localidad suele usarse como expresión popular en la cultura mexicana para referirse a un golpe o accidente.

## Toponimia
El antiguo nombre de Zacazonapan, es Zacaxonapan, topónimo de origen náhuatl en donde se fundó la actual población y significa En sobre cebollas de zacate.